# Verrucotoxin
Verrucotoxin ist Bestandteil des Giftes des Echten Steinfisches (Synanceia verrucosa), welcher zugleich der Namensgeber des Proteins ist. Die Verbindung wurde erstmals 1995 aus dem Gift isoliert und ist aktuell Gegenstand der Forschung.

## Vorkommen

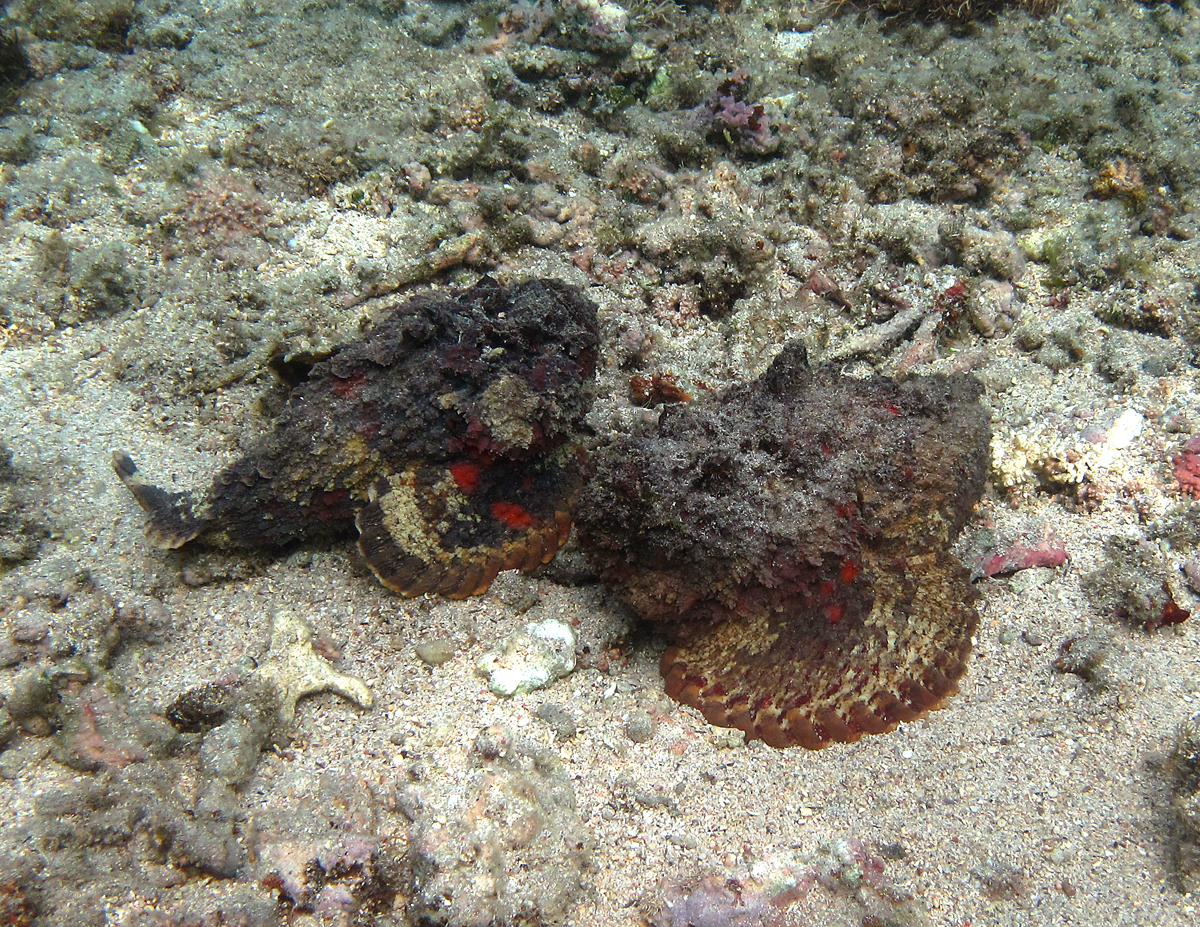
Verrucotoxin wird vom Echten Steinfisch produziert

Verrucotoxin ist der Hauptbestandteil des Toxins, welches der Echte Steinfisch produziert. Dessen Gift setzt sich u. a. noch aus Stonustoxin und neo-Verrucotoxin zusammen.

## Eigenschaften
Verrucotoxin gehört zu den tetrameren Glykoproteinen. Es setzt sich aus zwei α- und zwei β-Untereinheiten zusammen, welche eine Molmasse von 83.000 respektive 78.000 g·mol−1 besitzen. Die Aminosäurensequenz der β-Untereinheit umfasst 708 Aminosäuren, die Sequenz der α-Untereinheit ist teilweise bekannt.
Das Gift wirkt tödlich auf Mäuse, verursacht eine Hämolyse in einer Erythrozyten-Lösung von Hasen und einen Abfall des arteriellen Blutdrucks bei Ratten. Der LD50-Wert beträgt bei Mäusen 125 µg·kg−1.

### Wirkungsmechanismus
Trotz mehrerer Studien zu der Substanz ist der vollständige Wirkungsmechanismus des Toxins noch nicht endgültig geklärt.
Eine Studie aus dem Jahr 2007 beobachtete eine Beeinflussung der Calciumkanäle in den Myozyten von Meerschweinchen: Verrucotoxin steigerte die Dauer der Aktionspotentiale um das Zweieinhalbfache. Die L-Calciumionenspannung nahm um etwa das Dreifache zu, was seitens der Autoren auf eine Aktivierung der β1-Adrenozeptoren zurückgeführt wurde. Es wurde postuliert, dass das Toxin als Agonist der β-Adrenozeptoren mittels eines cAMP-PKA-Weges wirkt. Eine weitere Studie aus dem Jahr 2007 kam zu dem Ergebnis, dass ATP-sensitive Kaliumkanäle der Herzmuskulatur durch Verrucotoxin beeinflusst werden: Die Studie kam zu dem Ergebnis, dass durch Muskarinische Acetylcholinrezeptoren das Gift seine Wirkung entfaltet.